# Raúl Alcalá Gallegos
Raúl Alcalá Gallegos (Monterrey, 16 de febrer de 1964) és un ciclista mexicà, ja retirat, que fou professional entre 1985 i 1994. Durant la seva carrera aconseguí més de 30 victòries.
El 1984, com a ciclista amateur, va prendre part als Jocs Olímpics d'Estiu de Los Angeles, on disputà les dues proves de carretera del programa de ciclisme.
Anomenat El Duende, fou el primer ciclista mexicà en prendre part al Tour de França, aconseguint molt bons resultats. El 1987 guanyà la Classificació dels joves, fou 8è el 1989 i 1990. En aquestes mateixes dues darreres edicions va guanyar una etapa. També guanyà la Clàssica de Sant Sebastià de 1992 i diverses etapes en curses d'una setmana com la Volta al País Basc o el Dauphiné Libéré.
El 2010, amb 44 anys, va decidir tornar a competir professionalment. Va disputar la Volta a Chihuahua i va guanyar el campionat nacional de contrarellotge.

## Palmarès
- 1987
  - 1r a la Coors Classic i vencedor de 3 etapes
  - Vencedor d'una etapa del Giro del Trentino
  -  1r de la Classificació dels joves del Tour de França
- 1989
  - 1r a la Ruta Mèxic i vencedor de 4 etapes
  - Vencedor d'una etapa del Tour de França
- 1990
  - 1r a la Ruta Mèxic i vencedor de 2 etapes
  - 1r a la Volta a Astúries i vencedor d'una etapa
  - 1r al Tour de Trump i vencedor de 2 etapes
  - Vencedor d'una etapa del Tour de França
- 1991
  - Vencedor d'una etapa de la Volta al País Basc
- 1992
  - 1r a la Clàssica de Sant Sebastià
  - Vencedor d'una etapa de la Setmana Catalana
- 1993
  - 1r al Tour de Trump i vencedor d'una etapa
  - Vencedor de 2 etapes de la Dauphiné Libéré
  - Vencedor d'una etapa de la Volta a Burgos
- 1994
  - 1r a la Ruta Mèxic i vencedor d'una etapa
  - Vencedor d'una etapa del Tour de Trump

### Resultats al Tour de França
- 1986. 114è de la classificació general
- 1987. 9è de la classificació general.  1r de la Classificació dels joves
- 1988. 20è de la classificació general
- 1989. 8è de la classificació general. Vencedor d'una etapa
- 1990. 8è de la classificació general. Vencedor d'una etapa
- 1991. Abandona (11a etapa)
- 1992. 21è de la classificació general
- 1993. 27è de la classificació general
- 1994. 70è de la classificació general

### Resultats a la Volta a Espanya
- 1991. 7è de la classificació general
- 1992. 8è de la classificació general

### Resultats al Giro d'Itàlia
- 1988. 14è de la classificació general
- 1994. Abandona (21a etapa)